# Fritz Springmeier
Fritz Artz Springmeier este un teoretician al conspirației american și autor religios, care a locuit anterior în Corbett, Oregon. A scris o serie de cărți în care pretinde că forțe satanice se află în spatele elitelor (familii și organizații) care sunt la un pas de atingerea dominației globale. El a afirmat că scopul său este de a demasca agenda Noii Ordini Mondiale."

## Teorii ale conspirației
Springmeier a scris și a publicat el însuși o serie de cărți bazate pe ideologia așa-zisului "grup de orientare de extremă dreapta", grup numit Asociația Creștin-Patriotică (Christian Patriot Association);  acest grup a fost închis în 2002 ca urmare a unor condamnări pentru fraude și evaziuni fiscale,
considerate uneori de teoreticienii conspirației ca înscenări ale ocultei. Springmeier a fost convins de plauzibilitatea Proiectului Monarch, un presupus proiect CIA de control al minții a cărui existență se bazează doar pe mărturia sub hipnoză a lui Cathy O'Brien.
Lucrare timpurie a lui Springmeier, Turnul de Veghere și masonii (The Watchtower & the Masons), se concentrează pe relația dintre Martorii lui Iehova și francmasonerie. În această carte, el descrie o relație între Charles Taze Russell și așa-numitul "Parteneriat Estic" ("Eastern Establishment"). Springmeier a urmărit aceste legături în cadrul masoneriei și a făcut o examinare suplimentară a Parteneriatului Estic.

## Condamnare penală
La 31 ianuarie 2002, Springmeier a fost acuzat de Tribunalul Districtual din Portland, Oregon de comiterea unui jaf armat. La 12 februarie 2003, el a fost găsit vinovat de un jaf armat asupra unei bănci prin încălcarea legii 18 U.S.C. §§ 2113 paragrafele (a) și (d) și de complicitate în utilizarea unei puști semi-automate în timpul comiterii unei crime prin încălcarea legii 18 U.S.C. § 924(c)(1). În noiembrie 2003, el a fost condamnat la 51 de luni de închisoare pentru un jaf armat și la 60 de luni pentru complicitate la crimă, fiind amendat cu 7.500 dolari. Condamnarea lui Springmeier a fost afirmată de către Curtea de Apel a Statelor Unite pentru Circuitul al IX-lea. El a fost închis și apoi a fost eliberat din închisoarea federală la 25 martie 2011.

## Lucrări selectate
- The Illuminati Formula Used to Create an Undetectable Total Mind Controlled Slave, Cisco Wheeler, Fritz Springmeier, On Demand Publishing, ASIN B0006QXVU4, ISBN 1-4404-9022-8
- Deeper Insights into the Illuminati Formula, Wheeler, Fritz Springmeier, CreateSpace, 2010, ISBN 1-4515-0269-9
- Bloodlines of the Illuminati, Fritz Springmeier, Ambassador House (November 1998), ISBN 0-9663533-2-3
- Be Wise as Serpents: The Systematic Destruction of Christianity by Secret Societies Worldwide
- Ezekial 6:3 Spiritual Warfare
- The Watchtower & the Masons
- Guide to Ancient and Foreign Strokes
- Humility
- Deut. 22:25 Interest
- Exous 20:4-5 Likenesses
- They Know Not What They Do